# Stadio Saint Symphorien
Lo stadio Saint Symphorien (in francese Stade Saint-Symphorien) è un impianto sportivo di Metz, in Francia.
Inaugurato nel 1923, lo stadio Saint Symphorien ha una capienza di 25.636 spettatori ed ospita le partite di calcio casalinghe  del Football Club de Metz.
L'impianto sorge nell'Isola Saint Symphorien, situata lungo il corso della Mosella, tra i comuni di Longeville-lès-Metz e Montigny-lès-Metz, a poca distanza dal capoluogo Metz.
Il nome deriva da quello di un santo borgognone, Symphorien, che fu decapitato nel 180. Tre secoli più tardi, dei monaci edificarono alla sua memoria un'abbazia su un'isola nei pressi del fiume Mosella, che per questo divenne nota come l'isola Saint Symphorien. L'abbazia venne distrutta nel 1565 e quindi ricostruita all'interno della città di Metz. Nel sito dove anticamente sorgeva l'abbazia fu invece costruito, nel 1923, uno stadio: lo stadio Saint-Symphorien.

## Storia
I lavori di costruzione dello stadio Saint Symphorien ebbero inizio nel 1921, undici anni prima della nascita del Football Club de Metz. All'epoca in città c'erano due squadre di calcio, l'Association Sportive Messin ed il Cercle Athlétique Messin (società polisportiva con una sezione calcistica). Il presidente del Cercle Athlétique Messin, Maurice Michaux, decise quell'anno di far costruire un nuovo impianto nell'isola di Saint Symphorien, in sostituzione del vecchio stadio sito in Rue de Verdun. Attraverso la creazione di una società immobiliare, e grazie alle donazioni di più di 400 soci del club, i lavori di costruzione del nuovo stadio poterono cominciare nello stesso anno. L'impianto venne completato nel 1923, in ritardo rispetto alle previsioni a causa del crollo del tetto di una tribuna.
Nel 1932, con l'apertura del calcio francese al professionismo, la sezione calcistica del Cercle Athlétique Messin ottenne lo status professionistico, acquisendo autonomia rispetto al resto della polisportiva e venendo ribattezzata Football Club de Metz, col diritto di partecipare al primo campionato di Division 1. Per l'occasione, la proprietà del Metz autorizzò i primi lavori di ampliamento dello stadio, che arrivò ad avere una capienza di 10 000 posti, di cui 2000 al coperto. Un ulteriore ampliamento dello stadio si ebbe nel 1936, con la capacità che passò a 15 000 spettatori.
Lo scoppio della Seconda guerra mondiale ebbe conseguenze pesanti anche per il Metz. Con l'occupazione tedesca, la squadra perse il suo status professionistico, e nel 1945, quando il conflitto era ormai sul punto di concludersi, i tedeschi inondarono l'isola Saint Symphorien, e con essa lo stadio del Metz. Finita la guerra, il Metz riacquisì il suo status professionistico e, su iniziativa del presidente Raymond Herlory, si adoperò subito per riorganizzare la squadra e rendere nuovamente agibile lo stadio. Negli anni successivi, la dirigenza del Metz promosse vari lavori finalizzati a rendere il Saint Symphorien uno stadio sempre più moderno: nel 1953 lo stadio fu dotato del suo primo impianto di illuminazione, mentre nel 1962 la tribuna principale dello stadio venne sottoposta a lavori di ammodernamento ed ampliamento.
Nonostante questi ultimi lavori, negli anni '60 lo stadio Saint Symphorien andò incontro ad un progressivo deterioramento. Fu solo con la fine della trentennale presidenza di Herlory e con l'arrivo di Carlo Molinari nel 1967 che fu dato un nuovo impulso ai lavori di ristrutturazione dell'impianto. Nel 1976 fu costruita una seconda tribuna, denominata Sud-Moselle, che permise l'aumento della capienza fino a 19 000 posti.
Nel 1983 una nuova inondazione (la terza dopo quella provocata dai tedeschi nel 1945 ed una seconda verificatasi nel 1948) interessò lo stadio. Si resero dunque necessari nuovi lavori, che portarono alla costruzione della Tribuna Nord, la terza dell'impianto, nel 1987.
Tra gli anni '90 e l'inizio degli anni 2000 nuove ristrutturazioni interessarono lo stadio: le tribune furono rinnovate e divennero quattro. Con la costruzione delle nuove tribune si decise di dare allo stadio una configurazione "all'inglese". Nel 1998 le recinzioni che separavano il campo dalle tribune furono eliminate, rendendo il Metz la prima squadra francese a prendere questa decisione. La capienza crebbe fino a 30 400 posti nel 1994, per poi essere fissata a 25 636 nel 2001.
Grazie a questo ammodernamento, lo stadio Saint Symphorien ha potuto ospitare per la prima volta il 31 maggio 2005 una partita della nazionale francese, l'amichevole vinta 2-1 contro l'Ungheria.
Negli anni successivi, l'impianto è stato sovente destinato a manifestazioni estranee al calcio, mostrando quindi il suo carattere polifunzionale: nel 2007 infatti al Saint Symphorien si è tenuta una partita di rugby tra la selezione giovanile francese e una squadra di giocatori provenienti da diverse parti dell'Africa. Nel 2006 e nel 2009 lo stadio ha invece ospitato due concerti del musicista francese Johnny Halliday.
Nel 2018 il Football Club de Metz, tramite la SAS Immobiliare Saint-Symphorien, ha stipulato un accordo di enfiteusi di 50 anni con la municipalità di Metz, garantendosi quindi la proprietà dello stadio. A seguito di ciò, la società ha lanciato dei nuovi lavori di ristrutturazione dello stadio: il budget iniziale di 30 milioni di € è stato quindi raddoppiato. I lavori portano all'abbattimento della Tribuna Sud, non più a norma, la sua sostituzione con una nuova tribuna e la chiusura di tutti e quattro gli angoli dello stadio, che in questo modo raggiunge una capienza di 30 000 spettatori. Infine, l'intero stadio viene avvolto da una struttura architettonica analoga a quella presente allo Stadio Vélodrome di Marsiglia. I lavori hanno avuto inizio nel maggio 2019.

## Partite internazionali

### Nazionale di calcio francese
Nel corso della sua storia, solo in tre occasioni lo stadio Saint Symphorien ha ospitato la Nazionale di calcio della Francia, mentre in una sola occasione ha ospitato una partita di nazionali straniere.
| Data            | In casa | Risultato | Ospiti      | Competizione                                        |
| --------------- | ------- | --------- | ----------- | --------------------------------------------------- |
| 31 maggio 2005  | Francia | 2 - 1     | Ungheria    | Amichevole                                          |
| 12 ottobre 2010 | Francia | 2 - 0     | Lussemburgo | Qualificazioni al campionato europeo di calcio 2012 |
| 4 giugno 2016   | Francia | 3 - 0     | Scozia      | Amichevole                                          |

### Altre nazionali
| Data          | In casa     | Risultato | Ospiti     | Competizione |
| ------------- | ----------- | --------- | ---------- | ------------ |
| 6 giugno 2006 | Lussemburgo | 0 - 3     | Portogallo | Amichevole   |

## Record
- Record di presenze: 28 776 spettatori, fatto registrare il 7 dicembre 1991 nella partita Metz-Marsiglia (0-0).[2]